# Felipe França Silva
Felipe França Silva (ur. 14 maja 1987 w Suzano) – brazylijski pływak specjalizujący się w stylu klasycznym, mistrz świata, olimpijczyk.
Największym jego sukcesem jest złoty medal mistrzostw świata w Szanghaju w 2011 na dystansie 50 m stylem klasycznym.